# Alba Maiolini
Alba Maiolini (Roma, 15 luglio 1916 – Roma, 1º marzo 2005) è stata un'attrice italiana, attiva principalmente come generica in oltre duecento film e fiction televisive tra gli anni cinquanta e novanta. Era la zia di Paola Maiolini.

## Filmografia parziale

Alba Maiolini ne Il mantenuto (1961)

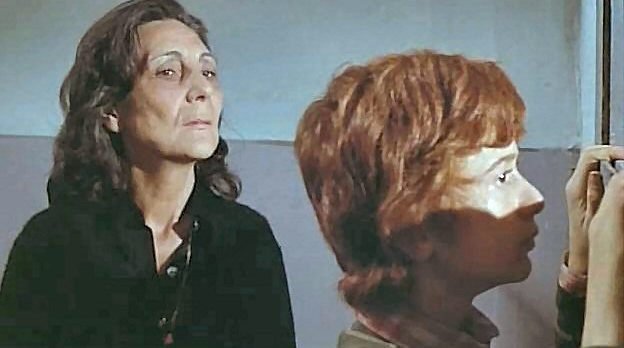
Alba Maiolini con Enzo Santaniello in Furto di sera bel colpo si spera (1974)

- Nella città l'inferno, regia di Renato Castellani (1959)
- Il mantenuto, regia di Ugo Tognazzi (1961)
- Ursus nella terra di fuoco, regia di Giorgio Simonelli (1963)
- La resa dei conti, regia di Sergio Sollima (1966)
- È mezzanotte... butta giù il cadavere, regia di Guido Zurli (1966)
- I due crociati, regia di Giuseppe Orlandini (1968)
- Tepepa, regia di Giulio Petroni (1969)
- Un esercito di 5 uomini, regia di Italo Zingarelli (1969)
- Riuscirà l'avvocato Franco Benenato a sconfiggere il suo acerrimo nemico il pretore Ciccio De Ingras?, regia di Mino Guerrini (1971)
- Sette orchidee macchiate di rosso, regia di Umberto Lenzi (1972)
- Quando le donne si chiamavano madonne, regia di Aldo Grimaldi (1972)
- Il fiore dai petali d'acciaio, regia di Gianfranco Piccioli (1973)
- Il figlioccio del padrino, regia di Mariano Laurenti (1973)
- Superuomini, superdonne, superbotte, regia di Alfonso Brescia (1974)
- Un fiocco nero per Deborah, regia di Marcello Andrei (1974)
- Furto di sera bel colpo si spera, regia di Mariano Laurenti (1974)
- L'anticristo, regia di Alberto De Martino (1974)
- Roma violenta, regia di Marino Girolami (1975)
- I baroni, regia di Giampaolo Lomi (1975)
- San Pasquale Baylonne protettore delle donne, regia di Luigi Filippo D'Amico (1976)
- Il secondo tragico Fantozzi, regia di Luciano Salce (1976)
- Febbre da cavallo, regia di Steno (1976)
- La pretora, regia di Lucio Fulci (1976)
- Squadra antitruffa, regia di Bruno Corbucci (1977)
- La banda del gobbo, regia di Umberto Lenzi (1978)
- Il ritorno di Simon Templar (Return of the Saint) - serie TV, 1 episodio (1978)
- Le braghe del padrone, regia di Flavio Mogherini (1978)
- Concorde Affaire '79, regia di Ruggero Deodato (1979)
- Giallo a Venezia, regia di Mario Landi (1979)
- La patata bollente, regia di Steno (1979)
- Café Express, regia di Nanni Loy (1980)
- Un sacco bello, regia di Carlo Verdone (1980)
- Sbamm!, regia di Francesco Abussi (1980)
- Zombi Holocaust, regia di Marino Girolami (1980)
- La vera storia della monaca di Monza, regia di Bruno Mattei (1980)
- Prima della lunga notte (L'ebreo fascista), regia di Franco Molè (1980)
- Mia moglie è una strega, regia di Castellano e Pipolo (1980)
- L'altro inferno, regia di Bruno Mattei (1981)
- Gunan il guerriero, regia di Franco Prosperi (1982)
- Barcamenandoci, regia di Antonio Bido (1984)
- Io e mia sorella, regia di Carlo Verdone (1987)
- Scheggia di vento, regia di Stefania Casini – film TV (1988)
- Stasera a casa di Alice, regia di Carlo Verdone (1990)
- Dicembre, regia di Antonio Monda (1990)